# جزيرة تروملين

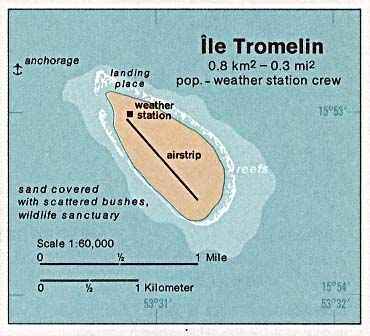
موقع جزيرة تروملين

جزيرة تروملين (بالفرنسية: Île Tromelin)‏ هي جزيرة منخفظة مسطحة، تبلغ مساحتها 0.8 كيلومتر مربع أي مائتي فدان، وهي إحدى جزر المحيط الهندي، تقع الجزيرة على بعد حوالى ثلاثمائة وخمسين كيلومترا أو مائتين وعشرين ميلا إلى الشرق من مدغشقر، لا توجد في الجزيرة موانئ أو مرافئ، والوصول إليها عن طريق البحر هو أمر صعب، ولكن الجزيرة تمتلك ما طوله ألف ومائتي متر أو ثلاثة آلاف وتسعمائة قدم كمهبط للطائرات تتبع لفرنسا، يبلغ طول الجزيرة حوالي 1700 متر أو ألف ومائة ميل أما عرضها فهو سبعمائة متر أو أربعمائة وثلاثين ميل، كما وتحيط بالجزيرة الشعاب المرجانية، وتبلغ أعلى نقطة ترتفع عن سطح البحر بسبعة أمتار أو اثنين وثلاثين قدما، وأصبحت هذه النقطة موقع لتكاثر الطيور البحرية والسلاحف.

## لمحة عامة
يبلغ طول جزيرة تروملين حوالي 1,700 متر (1.1 ميل)، وعرضها حوالي 700 متر (0.43 ميل)، وتبلغ مساحتها 80 هكتار (200 أكر)، وتغطيها الأحراج التي تغلب عليها نبتة التورنفورية الفضية والمحاطة بالشعاب المرجانية. لا يوجد عليها موانئ أو مراس، ولذلك فإن بلوغها بالإبحار صعب للغاية. يؤمن مهبط طائرات طوله 1,200 متر (3,900 قدم) صلة الوصل ما بين الجزيرة والعالم الخارجي.

### أهميتها كموطن للطيور
صنَّفت جمعية الطيور العالمية الجزيرة كمنطقة هامة لحفظ الطيور (IBA) بسبب أهميتها كونها موقع تجمّع لتكاثر الطيور البحرية، حيث تُعشش في الجزيرة طيور الأطيش المبرقع (ما يصل إلى 250 زوج) والأطيش أحمر القدمين (ما يصل إلى 180 زوج). شهدت أعداد طيور الأطيش انخفاضاً حرجاً في منطقة غربي المحيط الهندي، ولكن ما زالت طيور هذا النوع المتواجدة على جزيرة تروملين من أقلها تعرضاً للسوء.
تنتمي طيور الأطيش المبرقع المنتشرة على الجزيرة من النوع الفرعي (Sula dactylatra melanops) المتوطن لمنطقة غربي المحيط الهندي والتي تعدّ جزيرة تروملين من معاقلها. أمَّا طيور الأطيش أحمر القدمين فتؤلّف المجموعة متعددة الأشكال الوحيدة في المنطقة، وهو ما يشير إلى انعزالها الجغرافي الحيوي. كانت طيور الفرقاط الكبير وطيور فرقاط الأرييل تعشش على الجزيرة. إلَّا أن الأعداد المتكاثرة لِكلا نوعيّ الطيور هذيّن انقرضت محلياً منها، ولكنها ما زالت تستخدم الجزيرة لتجثم فيها. ليس هناك وجود لطيور أرضية قاطنة.

## التاريخ
سجل أول اكتشاف للجزيرة من قبل الملاحة الفرنسية خلال عقد 1720، سجّل الملاح الفرنسي جان ماري بريان دو لا فويه عن الجزيرة وأطلق عليها اسم «جزيرة الرمال» (بالفرنسية: Île des Sables)‏.

### حطام سفينة العبيد «أوتيل»
وفي عام 1761 تحركت السفينة الفرنسية «أوتيل» (بالفرنسية:Utile، وتعني: "المفيدة") حاملة مجموعة من العبيد من مدغشقر إلى موريشيوس، ولكنها علقت على الشعاب المرجانية في جزيرة تروملين.
ترك طاقم السفينة الفرنسي المتألف من 123 شخصاً جزيرة تروملين على متن طوف «بروفيدنس» الذي بنوه بالأخشاب المتوافرة من حطام «أوتيل» يوم 27 سبتمبر عام 1761. وتركوا العبيد (ستين رجل وامرأة ملغاشي) على الجزيرة الغير المأهولة، ووعدوهم بأنهم سيعودون لإنقاذهم. وحين وصل طاقم السفينة إلى مدغشقر، طلبوا من سلطات الاستعمار إرسال سفينة لإنقاذ الناس العالقين على الجزيرة. ولكنهم جُوبِهوا بالرفض القاطع استناداً على حقيقة أن فرنسا كانت حينذاك تقاتل في حرب السنوات السبع، وبالتالي فلا يمكن نشر أي سفينة.
شيَّد الملغاشيون العالقون الذي ظلوا على الجزيرة سقيفة من الحجارة المرجانية لأن معظم الخشب اُستعمل في بناء طوافة الطاقم الفرنسي، ولم تكن توجد أشجار على الجزيرة حتى يستعمل خشبها. كما قاموا بتشييد موقع مراقبة على أعلى نقطة في الجزيرة حتى يتمكنوا من التواصل مع أي سفينة كانوا يأملون أن تمر بالقرب من الجزيرة وتنقذهم. كان جميع العالقين من منطقة المرتفعات الوسطى في مدغشقر، ولهذا لم يكن لديهم معرفة بكيفية إنتاج الطعام في بيئة بحرية لم يكونوا قد اعتادوا عليها. لقي معظمهم حتفه خلال الأشهر القليلة الأولى.
وبعد مضي خمسة عشر عاماً، حطت السفينة الحربية الفرنسية «لا دوفين» على الجزيرة في عام 1776. وقام أفرادها بإنقاذ الناجين الذين لم يتبقى منهم سوى سبعة نساء وطفل عمره ثمانية أشهر.

### إدعاءات السيادة
يعود تاريخ مطالبة فرنسا للجزيرة والسيادة عليها منذُ 29 نوفمبر 1776، وهو نفس تاريخ وصول سفينة دوفين.
يستند ادعاء موريشيوس إلى السيادة إلى حقيقة أن الجزيرة يجب أن تكون قد تم التنازل عنها للمملكة المتحدة بموجب معاهدة باريس في عام 1814 ويجب ألا تستمر في إدارتها من قبل فرنسا باعتبارها تابعة لمقاطعة لاريونيون.
لم تعترف الأمم المتحدة أبدًا بسيادة موريشيوس على تروميلين. في عام 1954، كما أنشأت فرنسا محطة أرصاد جوية ومهبطًا على الجزيرة. وتطالب موريشيوس بالجزيرة كجزء من أراضيها، على أساس أن فرنسا لم تحتفظ بسيادتها على الجزيرة في عام 1814، التي كانت بحكم الواقع جزءًا من مستعمرة موريشيوس وقت الاستقلال. عام 1959 أي قبل الاستقلال أبلغت موريشيوس المنظمة العالمية للأرصاد الجوية بأنها تعتبر جزيرة تروملين جزءًا من أراضيها. تم التوصل إلى معاهدة الإدارة المشتركة بين فرنسا وموريشيوس في عام 2010، ولكن لم يتم التصديق عليها.

## المناخ
| البيانات المناخية لـجزيرة تروملين (متوسطات 1981–2010، سجلات 1955–الآن) | البيانات المناخية لـجزيرة تروملين (متوسطات 1981–2010، سجلات 1955–الآن) | البيانات المناخية لـجزيرة تروملين (متوسطات 1981–2010، سجلات 1955–الآن) | البيانات المناخية لـجزيرة تروملين (متوسطات 1981–2010، سجلات 1955–الآن) | البيانات المناخية لـجزيرة تروملين (متوسطات 1981–2010، سجلات 1955–الآن) | البيانات المناخية لـجزيرة تروملين (متوسطات 1981–2010، سجلات 1955–الآن) | البيانات المناخية لـجزيرة تروملين (متوسطات 1981–2010، سجلات 1955–الآن) | البيانات المناخية لـجزيرة تروملين (متوسطات 1981–2010، سجلات 1955–الآن) | البيانات المناخية لـجزيرة تروملين (متوسطات 1981–2010، سجلات 1955–الآن) | البيانات المناخية لـجزيرة تروملين (متوسطات 1981–2010، سجلات 1955–الآن) | البيانات المناخية لـجزيرة تروملين (متوسطات 1981–2010، سجلات 1955–الآن) | البيانات المناخية لـجزيرة تروملين (متوسطات 1981–2010، سجلات 1955–الآن) | البيانات المناخية لـجزيرة تروملين (متوسطات 1981–2010، سجلات 1955–الآن) | البيانات المناخية لـجزيرة تروملين (متوسطات 1981–2010، سجلات 1955–الآن) |
| الشهر                                                                  | يناير                                                                  | فبراير                                                                 | مارس                                                                   | أبريل                                                                  | مايو                                                                   | يونيو                                                                  | يوليو                                                                  | أغسطس                                                                  | سبتمبر                                                                 | أكتوبر                                                                 | نوفمبر                                                                 | ديسمبر                                                                 | المعدل السنوي                                                          |
| ---------------------------------------------------------------------- | ---------------------------------------------------------------------- | ---------------------------------------------------------------------- | ---------------------------------------------------------------------- | ---------------------------------------------------------------------- | ---------------------------------------------------------------------- | ---------------------------------------------------------------------- | ---------------------------------------------------------------------- | ---------------------------------------------------------------------- | ---------------------------------------------------------------------- | ---------------------------------------------------------------------- | ---------------------------------------------------------------------- | ---------------------------------------------------------------------- | ---------------------------------------------------------------------- |
| الدرجة القصوى °م (°ف)                                                  | 36.3 (97.3)                                                            | 34.9 (94.8)                                                            | 34.4 (93.9)                                                            | 33.3 (91.9)                                                            | 31.6 (88.9)                                                            | 30.0 (86.0)                                                            | 28.5 (83.3)                                                            | 28.8 (83.8)                                                            | 29.2 (84.6)                                                            | 30.4 (86.7)                                                            | 33.8 (92.8)                                                            | 33.9 (93.0)                                                            | 36.3 (97.3)                                                            |
| متوسط درجة الحرارة الكبرى °م (°ف)                                      | 31.0 (87.8)                                                            | 31.0 (87.8)                                                            | 30.8 (87.4)                                                            | 30.0 (86.0)                                                            | 28.8 (83.8)                                                            | 27.2 (81.0)                                                            | 26.2 (79.2)                                                            | 26.3 (79.3)                                                            | 26.8 (80.2)                                                            | 27.9 (82.2)                                                            | 29.1 (84.4)                                                            | 30.3 (86.5)                                                            | 28.8 (83.8)                                                            |
| المتوسط اليومي °م (°ف)                                                 | 28.4 (83.1)                                                            | 28.5 (83.3)                                                            | 28.3 (82.9)                                                            | 27.7 (81.9)                                                            | 26.6 (79.9)                                                            | 25.0 (77.0)                                                            | 24.0 (75.2)                                                            | 24.0 (75.2)                                                            | 24.4 (75.9)                                                            | 25.4 (77.7)                                                            | 26.5 (79.7)                                                            | 27.8 (82.0)                                                            | 26.4 (79.5)                                                            |
| متوسط درجة الحرارة الصغرى °م (°ف)                                      | 25.8 (78.4)                                                            | 26.0 (78.8)                                                            | 25.9 (78.6)                                                            | 25.4 (77.7)                                                            | 24.4 (75.9)                                                            | 22.8 (73.0)                                                            | 21.8 (71.2)                                                            | 21.6 (70.9)                                                            | 22.0 (71.6)                                                            | 22.9 (73.2)                                                            | 23.9 (75.0)                                                            | 25.2 (77.4)                                                            | 24.0 (75.2)                                                            |
| أدنى درجة حرارة °م (°ف)                                                | 20.5 (68.9)                                                            | 22.3 (72.1)                                                            | 20.9 (69.6)                                                            | 20.8 (69.4)                                                            | 19.5 (67.1)                                                            | 18.1 (64.6)                                                            | 17.4 (63.3)                                                            | 17.8 (64.0)                                                            | 18.0 (64.4)                                                            | 18.2 (64.8)                                                            | 19.6 (67.3)                                                            | 20.5 (68.9)                                                            | 17.4 (63.3)                                                            |
| الهطول مم (إنش)                                                        | 137.4 (5.41)                                                           | 187.8 (7.39)                                                           | 156.0 (6.14)                                                           | 128.7 (5.07)                                                           | 69.1 (2.72)                                                            | 66.9 (2.63)                                                            | 65.2 (2.57)                                                            | 51.9 (2.04)                                                            | 47.4 (1.87)                                                            | 30.9 (1.22)                                                            | 33.9 (1.33)                                                            | 99.1 (3.90)                                                            | 1٬074٫3 (42.30)                                                        |
| متوسط أيام هطول الأمطار (≥ 1.0 mm)                                     | 12.1                                                                   | 13.8                                                                   | 14.7                                                                   | 12.3                                                                   | 10.2                                                                   | 11.3                                                                   | 12.9                                                                   | 11.6                                                                   | 9.1                                                                    | 7.6                                                                    | 6.3                                                                    | 9.6                                                                    | 131.4                                                                  |
| المصدر: وكالة الأرصاد الجوية الفرنسية                                  |                                                                        |                                                                        |                                                                        |                                                                        |                                                                        |                                                                        |                                                                        |                                                                        |                                                                        |                                                                        |                                                                        |                                                                        |                                                                        |